# Odysee
Odysee je americká decentralizovaná platforma pro sdílení videa postavená na blockchainu LBRY. Staví se jako alternativa k hlavním webům pro sdílení videí (jako je YouTube), ale s důrazem na svobodu slova a decentralizaci.
Platforma umožňuje uživatelům nahrávat, sdílet a zpeněžovat videa prostřednictvím kryptoměny, přičemž udržuje stálost obsahu prostřednictvím sítě peer-to-peer.

## Dějiny
Stránka byla založena v roce 2020. V červnu 2024 byla získána společností Forward Research. Akvizice přišla poté, co bývalá mateřská společnost Odysee, LBRY, v červenci 2023 prohrála spor s americkou Komisí pro cenné papíry.